# Marina di Ravenna
Marina di Ravenna (Marèna ad Ravèna in romagnolo) è una località balneare della Riviera Romagnola e frazione del comune di Ravenna. Situata a nord-est dal centro della città, è il primo dei Lidi Sud, cioè della serie di località balneari situate a sud del canale Candiano, il canale che collega Ravenna con il mare Adriatico; tale serie prosegue con Punta Marina e termina con Lido di Savio. Amministrativamente fa parte della Circoscrizione del Mare.

## Storia
Dalla fondazione fino agli anni venti la storia di Marina di Ravenna coincide con quella di Porto Corsini. 

Alla foce del canale Candiano, sulla sponda di levante, vi era un borgo di pescatori chiamato semplicemente «Marina». Dopo la fine della prima guerra mondiale il borgo di pescatori cominciò a mostrare la propria vocazione turistica: nel 1926 sorse infatti l'Azienda di soggiorno e turismo. Si decise di chiamare l'agglomerato urbano situato sul lato destro del canale «Marina di Ravenna». Il paese situato sul lato sinistro - all'epoca soprannominato popolarmente Abissinia - mantenne il nome di Porto Corsini. Nel 1929 fu inaugurata la locale stazione della Guardia di finanza del mare.
Negli anni trenta venne fissato l'assetto urbanistico che persiste ancora oggi, costituito da un asse viario principale, Via delle Nazioni, che corre lungo il litorale, e da una piazza centrale, oggi intitolata a Dora Markus, personaggio che ha ispirato una poesia di Eugenio Montale. Nel 1930 venne edificato per conto dell'Azienda di Soggiorno ravennate il Grand Hotel Pineta. La struttura rappresentava l'albergo più lussuoso che fosse possibile trovare in zona. Ma gli alti costi di gestione, e di conseguenza gli alti prezzi delle camere, portarono in pochi anni il Grand Hotel al deficit, da cui non si risollevò. Nel 1934 venne inaugurata la Colonia marina dell'Opera Nazionale Balilla, struttura pubblica non soggetta all'andamento del mercato. Durante la seconda guerra mondiale Marina di Ravenna fu colpita da un bombardamento aereo che si protrasse dal 6 al 9 luglio 1944. Furono abbattuti il faro, la torre dell'acquedotto, la chiesa e diverse case. Venne affondato il pontile e gli impianti petroliferi annessi.
Nel secondo dopoguerra la ricostruzione fu rapida. Già negli anni cinquanta furono avviate nuove edificazioni sul litorale. Nel 1961 terminò la costruzione dell'attuale strada che collega la frazione con Ravenna: via Trieste. Fino ad allora l'unica strada che da Ravenna portava a Marina era la via di alaggio a lato del Canale Candiano. Lo sviluppo economico raggiunse vette elevate grazie alla promozione della località, meta di un rinnovato movimento turistico. Il periodo tra la fine degli anni novanta e i primi anni Duemila fu il più fortunato per la località balneare: a Marina vi erano quattro discoteche, altrettanti pub, tra cui l'Hemingway, il primo disco-pub del litorale ravennate, e ristoranti aperti tutta la notte.

Nel XXI secolo l'attrattiva di Marina di Ravenna ha subito una forte contrazione. Lo testimonia il calo del settore alberghiero: mentre alla fine del XX secolo vi erano una quarantina di alberghi, negli anni 2020 se ne contavano appena sette. Oggi il turismo è perlopiù residenziale.

Sul litorale sono rimasti ancora in piedi 37 capanni balneari, strutture edificate nella zona retrodunale nei primi decenni del Novecento, vestigia della Marina di Ravenna pre-turismo di massa.

## Luoghi d'interesse
Il paese ha un impianto di arrampicata sportiva e un campo di tiro con l'arco. Molto importante è il Museo Nazionale delle Attività Subacquee istituito dalla Historical Diving Society Italia. Marina di Ravenna è inoltre sede della Carnevali Yachts, una delle più grandi aziende navali d'Italia, e delle società di lavori subacquei che operano presso le piattaforme petrolifere dell'Adriatico. Il nucleo originario da cui si sviluppò il centro abitato, denominato "Fabbrica Vecchia e Marchesato" è in stato di abbandono e si sta studiando un progetto per poterlo recuperare.

## Cultura

### Eventi

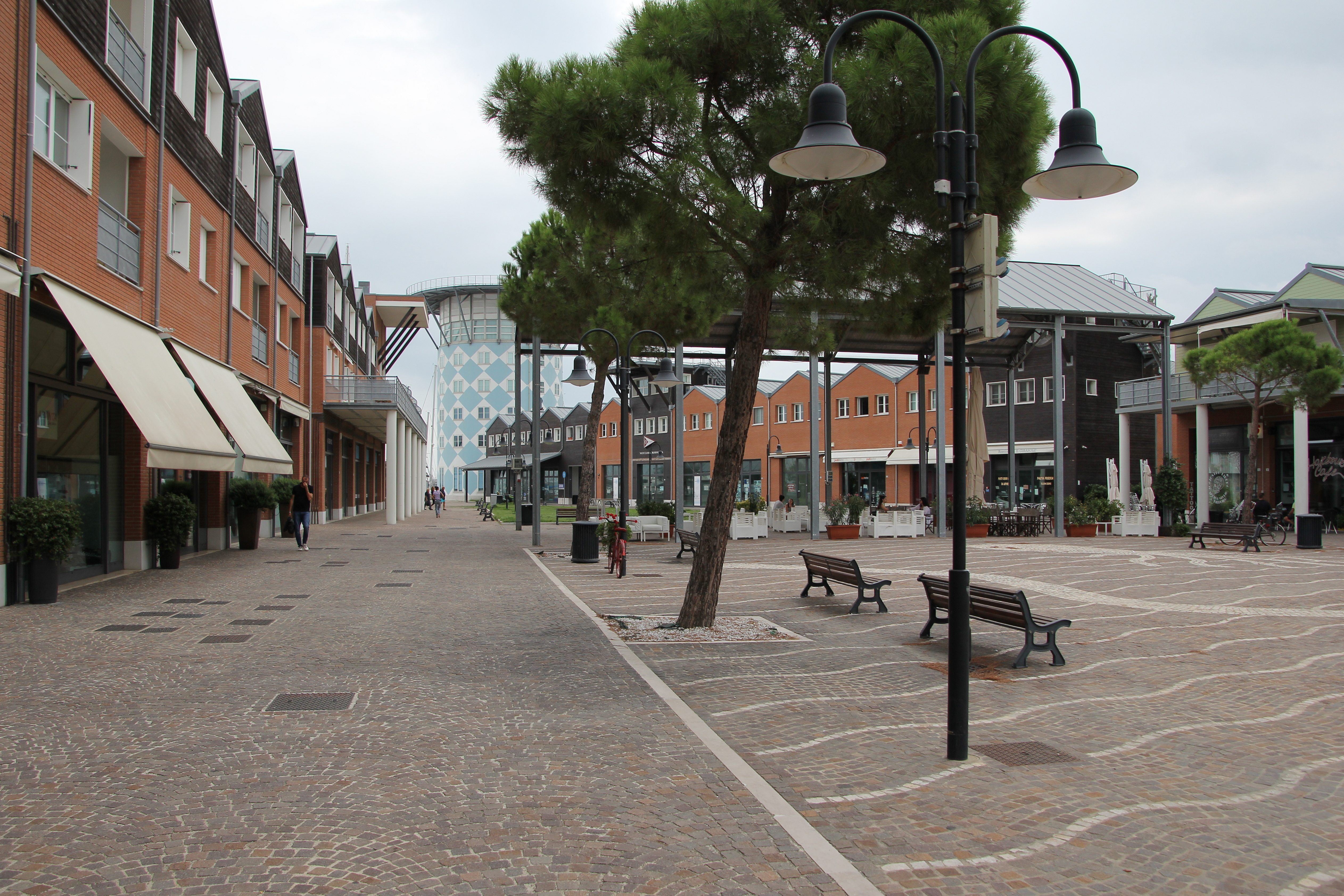
Uno scorcio di Marina di Ravenna

«Premio Marina di Ravenna»: concorso di pittura estemporanea a tema libero fondato nel 1948 dallo scultore Walter Magnavacchi (all'epoca presidente del Sindacato Artisti), per offrire la possibilità ai pittori che non avevano accesso alle Biennali più importanti di salire alla ribalta. Le prime edizioni si tennero a Cervia (1948-1954). Dal 1955 si svolge a Marina di Ravenna. Dal 2003 il premio è gestito dall'Associazione Capit di Ravenna. Superata la formula della pittura estemporanea, oggi è una manifestazione ad invito. L'ultima edizione si è tenuta nel 2016.

## Infrastrutture e trasporti

### Strade
Marina di Ravenna è il punto d'arrivo della Strada Statale 67 "Tosco-Romagnola".

### Piste ciclabili
La serie di piste ciclabili esistenti, in via di potenziamento, fanno parte del più ampio progetto della Ciclovia Adriatica, il lunghissimo percorso ciclopedonale di BicItalia che metterà in collegamento tutte le località della costa adriatica e quindi asse cicloturistico tra il nord e il sud Italia. A Marina di Ravenna è previsto il passaggio anche del ramo n. 5 di BicItalia: la Ciclovia Romea.